# Rhynchosia erythrinoides
Rhynchosia erythrinoides är en ärtväxtart som beskrevs av Diederich Franz Leonhard von Schlechtendal och Adelbert von Chamisso. Rhynchosia erythrinoides ingår i släktet Rhynchosia och familjen ärtväxter. Inga underarter finns listade i Catalogue of Life.